# 克莱蒙莱费尔姆
克莱蒙莱费尔姆（法語：Clermont-les-Fermes，法語發音：[klɛʁmɔ̃ le fɛʁm]）是法国上法蘭西大區埃纳省的一个市镇，属于拉昂区。

## 地理
克莱蒙莱费尔姆（49°40'2"N, 3°56'18"E）面积9.3 平方千米，位于法国上法蘭西大區埃纳省，该省份为法国北部内陆省份，北起北部省，西接索姆省和瓦兹省，东临阿登省和马恩省，西南至塞纳-马恩省，东北部与比利时接壤。
与克莱蒙莱费尔姆接壤的市镇（或旧市镇、城区）包括：邦库尔、比西莱皮埃尔蓬、绍尔斯、蒙蒂尼勒弗朗、拉维尔欧布瓦-莱迪济。

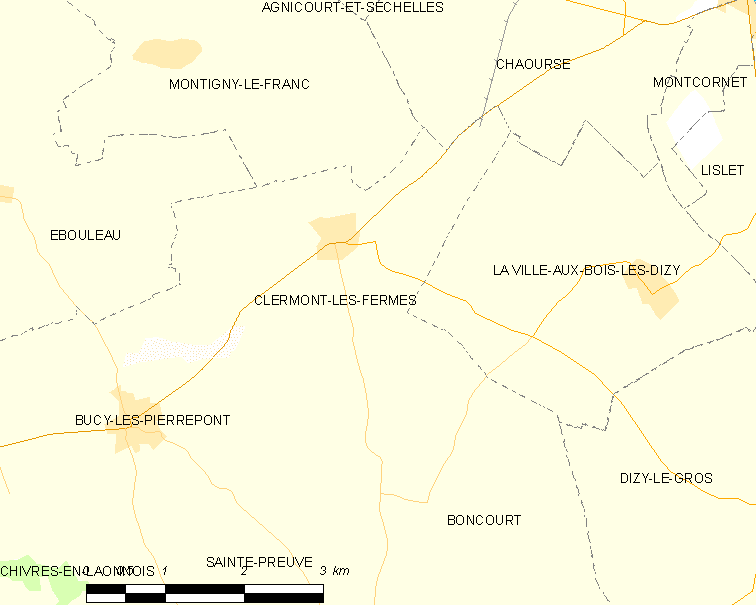
克莱蒙莱费尔姆的OSM定位图

克莱蒙莱费尔姆的时区为UTC+01:00、UTC+02:00（夏令时）。

## 行政
克莱蒙莱费尔姆的邮政编码为02340，INSEE市镇编码为02200。

## 政治
克莱蒙莱费尔姆所属的省级选区为韦尔万县。

## 人口

1962-2008年间克莱蒙莱费尔姆人口变化图示

克莱蒙莱费尔姆于2022年1月1日时的人口数量为99人。